# Anki
Anki est un logiciel libre permettant d'apprendre et de réviser des cartes-mémoires grâce à la répétition espacée. Le programme est similaire à SuperMemo et Mnemosyne.
Anki (暗記) signifie « mémorisation » en japonais.

## Caractéristiques
Anki s'appuie sur l'algorithme SM2 créé pour SuperMemo à la fin des années 1980 et les idées du Système Leitner des années 1970. L'algorithme a été modifié pour redéfinir l'ordre d'apparition des cartes par priorité.
L'une des particularités d'Anki est qu'il permet de créer des cartes-mémoires contenant plusieurs champs sur une même face. Par exemple, une carte d'apprentissage de vocabulaire en langue étrangère peut contenir :
- un champ avec le mot dans la langue apprise ;
- un champ avec le son de ce mot ;
- un champ avec la traduction du mot.

L'utilisateur définit alors sa carte d'apprentissage avec une face question et une face réponse contenant les champs qu'il aura choisis.
Anki permet également la création de cartes d'apprentissage avec texte à trous sans avoir à saisir le texte deux fois.
Anki dispose, sur inscription, d'une sauvegarde de son apprentissage en ligne. À la suite de cette sauvegarde, il permet la poursuite de son apprentissage sur de nombreux supports (navigateurs web, smartphones…).
Des histogrammes et statistiques d'apprentissage permettent d'évaluer son progrès et la charge de travail des prochains jours.
Les cartes ainsi que toutes les données d'apprentissages sont stockées au format SQLite.

## Fonctionnement
L'algorithme de la répétition espacée permet à l'utilisateur de réviser plus souvent les cartes les moins connues et moins souvent les cartes déjà sues. Fondé sur la courbe de l'oubli d'Hermann Ebbinghaus, le logiciel présente à l'utilisateur les cartes-mémoires au moment où celui-ci est sur le point de les oublier.
Anki est utilisé à travers le monde par des étudiants et des autodidactes, notamment pour l'apprentissage des langues étrangères et des langages de programmation informatique. Il peut également être appliqué à la mémorisation de dates, de définitions etc.
Le site d'Anki possède une base de données importante de liste de vocabulaire ; mais il existe également d'autres listes sur le net,. Ces deux types de listes sont réalisés par des contributeurs à l'échelle du monde pour des sujets différents.
Outre les sites qui proposent des listes, chaque utilisateur peut créer ses paquets de cartes.
Beaucoup d'add-ons, modifiant l'interface utilisateur d'Anki ou lui ajoutant des fonctions sont conçus bénévolement par la communauté des utilisateurs.

## Synchronisation
Anki prend en charge la synchronisation avec un service en ligne gratuit (mais propriétaire) appelé AnkiWeb. Cela permet aux utilisateurs de garder les decks synchronisés sur plusieurs ordinateurs et d’étudier en ligne ou sur un téléphone portable.
Il existe par ailleurs une alternative open source tierce (AGPLv3) à AnkiWeb, appelée ankisyncd, que les utilisateurs peuvent exécuter sur leurs propres ordinateurs ou serveurs locaux.

## Client pour ordinateur
- Anki[7] pour Windows, macOS, GNU, Linux et BSD.

## Versions mobiles
Les clients suivants sont disponibles :
- AnkiDroid 2.12.1 [9] pour Android (gratuit)
- AnkiMobile [10] pour iPhone, iPod touch ou iPad (payant)
- AnkiMini (abandonné)
- Anki 1.0.32.1 pour BlackBerry [11] (gratuit)
- AnkiWeb[12] (serveur en ligne et gratuit)

Les cartes-mémoires et les progrès d'apprentissage peuvent être synchronisés avec Anki en utilisant AnkiWeb.

## Génération de lecture japonaise et chinoise
Anki peut remplir automatiquement la lecture de texte japonais et chinois. Depuis la version 0.9.9.8.2, ces fonctionnalités sont dans des plug-ins distincts.

## Decks partagés
Alors que le manuel d’utilisation d’Anki encourage la création de ses propres decks pour la plupart des matériels, il existe toujours une base de données importante et active de decks partagés que les utilisateurs peuvent télécharger et utiliser. Les decks disponibles vont des decks en langue étrangère (souvent construits avec des tables de fréquences) à la géographie, la physique, la biologie, la chimie etc. Il existe divers jeux de sciences médicales, souvent réalisés par plusieurs utilisateurs en collaboration.

## Autres
Nicolas Hanot, recordman du jeu télévisé Questions pour un champion, a utilisé Anki pour sa préparation à l'émission.